# Gneu Manli Cincinnat
Gneu Manli Cincinnat (en llatí: Cnaeus Manlius Cincinnatus) va ser un magistrat romà del segle v aC. Formava part de la gens Mànlia, una de les més antigues de Roma. Va ser cònsol l'any 480 aC junt amb Marc Fabi Vibulà i va morir en una batalla contra els etruscs.
Juntament amb Marc Fabi, els dos cònsols estaven preocupats per la manca de disciplina dels soldats romans els darrers anys, motiu pel qual van intentar mantenir-los allunyats dels combats, en el marc de la coneguda com guerra fàbia (483-476 aC). No obstant, les repetides provocacions de la cavalleria etrusca els van obligar a fer-ho. Fabi va exigir a aquells dels seus soldats que semblaven més disposats al combat que juressin retornar victoriosos, abans d'ordenar l'atac. Un cop iniciat, els soldats romans van lluitar amb gran valentia, sobretot després que Quint Fabi, germà del cònsol, fos mort en combat. Manli, que comandava l'ala oposada, va resultar greument ferit, havent-se de retirar de la primera línia. Quan els seus homes van començar a retirar-se en desbandada, Marc Fabi va aparèixer per evitar una massacre, assegurant-los que el seu capitost no havia mort. Manli va ser capaç d'aparèixer per donar confiança als seus homes.
Els etruscs van aprofitar una pausa en els combats per atacar el campament romà, trencant les defenses dels reserves. No obstant això, quan els cònsols van saber que estaven atacant el seu campament, Manli es va desplaçar allí, va bloquejar les sortides i va envoltar als etruscs. Desesperats per fugir, els etruscos van assaltar les posicions del cònsol, i en un primer moment, el foc romà va evitar la fugida dels etruscos, però una càrrega final va superar als homes de Manli, que va caure mortalment ferit. Les tropes romanes van tornar a entrar en pànic, però un dels oficials del cònsol caigut va retirar el seu cos i va deixar un camí perquè els etruscs poguessin fugir, permetent a més a Fabi eliminar-los mentre escapaven.